# Médaille commémorative française
La médaille commémorative française est une décoration militaire française.
Cette récompense est destinée à distinguer les personnes civiles et militaires qui ont participé à des missions menées hors du territoire national français à compter du 1er mars 1991. Elle fut créée par décret à l’initiative du ministre de la défense François Léotard.
Elle n'implique pas de faits de guerre individuels ou collectifs.
Elle peut notamment être décernée à :
- une "force de présence", c'est-à-dire à une force militaire déployée en permanence par la France sur le territoire (ou zones maritimes) d'un autre État, conformément à un accord conclu entre eux.
- aux étrangers militaires et civils ayant servi sous commandement français et sous réserve de l’agrément de leur propre gouvernement.

## Insigne
La médaille est ronde de 30 mm, l'avers présente l'effigie de la République tandis que le revers présente l'inscription « Médaille commémorative française ».
Le ruban présente quatre raies rouges en alternance avec trois bandes bleues (de 5 mm chacune). On peut noter aussi la présence d'un liseré vert sur la tranche latérale du ruban.
On peut y mettre quatorze agrafes :
- Ex-Yougoslavie (créée en 1995) : opérations depuis le 1er mars 1991[2] ;
- Haïti (créée en 1997) : opérations depuis le 23 septembre 1993[3],[4] ;
- Albanie (créée en 1997) : opérations du 12 avril 1997 au 22 juin 2001[5] ;
- Timor oriental (créée en 2000) : opérations du 16 septembre 1999 au 14 janvier 2001[6] ;
- Afghanistan (créée en 2001) : opérations du 10 octobre 2001[7] au 1er avril 2021[8] ;
- Asie du Sud-Est (créée en 2005) : opérations depuis le 27 décembre 2004[9];
- Géorgie (créée en 2011) : opérations depuis le 1er septembre 2008[10] ;
- Libye (créée en 2011) : opérations depuis le 18 mars 2011[11] ;
- Jordanie (créée en 2013) : opérations depuis le 6 août 2012[12] ;
- Guinée (créée en 2015) : opérations depuis le 26 novembre 2014[13] ;
- Ormuz (créée en 2021) : opérations depuis le 25 février 2020[14],[15];
- Apagan (créée en 2023) : opérations du 15 août 2021 au 27 août 2021[16];
- Sagittaire (créée en 2023) : opérations du 18 avril 2023 au 26 avril 2023[17];
- Moyen-Orient (créée en 2024) : opérations du 4 février 2022 au 30 juin 2022[18].

### Sources
- Les Décorations françaises  (préf. Jean-Philippe Douin), Paris, Trésor du Patrimoine, 2003, 95 p. (ISBN 2-911468-99-6, OCLC 56111972)
- Site très complet traitant des décorations militaires et civiles françaises